# Bernard de Tremelay
Bernard de Tremelay was de vierde grootmeester in de Orde der Tempeliers.
Bernard de Tremelay werd geboren in de burcht van Tramelay, in de buurt Saint-Claude. Volgens de Franse filosoof en historicus Charles du Fresne volgde hij een zekere Hugues op als grootmeester. Deze Hugues is echter onbekend als grootmeester. 
Bernard de Tremelay werd benoemd tot grootmeester in juni 1151, na het aftreden van Evrard des Barres, die met de Tweede Kruistocht terugkeerde naar Frankrijk. Koning Boudewijn III kende hem de vervallen stad Gaza toe, welke Bernard herbouwde met de Tempeliers.
In 1153 namen de Tempeliers deel aan de Slag van Ascalon, een vestiging die werd beheerst door Egypte. De Tempeliers bouwden een belegeringstoren om de stad in te kunnen nemen. De Egyptenaren staken de belegeringstoren in brand, maar door de wind kwam het vuur in contact met de muren van Ascalon, waardoor een gedeelte van de vestiging afbrandde.
Volgens de historicus en chronoloog Willem van Tyrus gingen de Tempeliers de stad binnen zonder dat Bernard hiervan op de hoogte was. Bernard had de andere kruisvaarders verboden de stad binnen te gaan, omdat hij niet wilde dat de geplunderde goederen in handen van de koning zouden vallen. Bernard en ongeveer veertig van zijn Tempeliers vonden uiteindelijk de dood. Ze waren niet opgewassen tegen de overmacht van het Egyptische garnizoen. Hun lichamen werden op de muren geplaatst en hun hoofden werden naar de sultan gestuurd.
Sommige modernere bronnen zeggen dat het beeld van Guillaume de Tyre enigszins vertroebeld was, omdat hij zich baseerde op de bronnen van de legeraanvoerders, waarin ze aangaven waarom ze de Tempeliers niet volgden in de stad.
Een paar dagen later nam Boudewijn III de vesting in. Kort daarna stelden de Tempeliers André de Montbard aan als grootmeester.